# شرکت کین نو هوشی
شرکت کین نو هوشی (به ژاپنی: 金の星社) یک انتشارات ژاپنی است که بیشتر در زمینهٔ ادبیات کودکان و نوجوانان فعالیت دارد و در سال ۱۹۱۹ به نام «کین نو فونه» (کشتی طلایی) بنیان گذاری شد. در سال ۱۹۲۲ نام آن به «کین نو هوشی» (ستاره طلایی) تغییر پیدا کرد و در سال بعد نیز نام آن به کین نو هوشی شا (شرکت ستارهٔ طلایی) که نام امروزی آن است تغییر یافت. 